# Семидубська сільська територіальна громада
Семидубська сільська громада — територіальна громада в Україні, в Дубенському районі Рівненської области. Адміністративний центр — с. Семидуби.
Площа громади — 214,2 км², населення — 4498 осіб (2020).
19 липня 2020 року, в результаті адміністративно-територіальної реформи та ліквідації  Дубенського (1939—2020) району, громада увійшла до складу новоутвореного Дубенського району.

## Населені пункти
У складі громади 17 сіл:
- Бондарі
- Гірники
- Грядки
- Довге Поле
- Залужжя
- Збитин
- Здовбиця
- Злинець
- Іваниничі
- Клинці
- Кліпець
- Майдан
- Нагоряни
- Семидуби
- Соснівка
- Тростянець
- Ясинівка